# Макс Стайнер
Макс Стайнер (також німецький варіант Штайнер; нім. Maximilian Raoul Steiner, 10 травня 1888, Відень — 28 грудня 1971, Беверлі-Хіллз, штат Каліфорнія) — американський кінокомпозитор, триразовий володар премії «Оскар» за кращу музику до фільму.

## Біографія

### Молоді роки
Стайнер народився в театральній родині, його дід, Максиміліан Штайнер, був директором віденського театру «Театр ан дер Він». Його батько, Габор Штайнер, був імпресаріо віденського колеса огляду на Пратері. Хрещеним батьком майбутнього композитора став Ріхард Штраус.
Стайнер з дитинства мав видатні музичні здібності. Він уже в 16 років закінчив Віденську вищу школу музики й виконавського мистецтва, пройшовши чотирирічний курс навчання за два роки. Серед його викладачів були в числі інших Йоганнес Брамс і Густав Малер. У 15 років відбувся його дебют в якості композитора і диригента з оперетою «Прекрасна грекиня».

### Початок кар'єри
У 1904—1914 роках Стайнер був диригентом і аранжувальником у Великій Британії, переважно в Лондоні. Після початку Першої світової війни він став ворогом Англії. Лише завдяки дружбі з герцогом Вестмінстерським він зміг виїхати до Нью-Йорку з 32 доларами в кишені.
У Нью-Йорку він спочатку працював диригентом, художнім керівником і аранжувальником бродвейських оперет і мюзиклів, написаних, серед інших, Віктором Гербертом, Джеромом Керном, Вінсентом Юмансом і Джорджем Гершвіним.
У 1916 році він вперше став писати музику для кінематографа. Приблизно в цей же час він американізував своє ім'я, ставши Стайнером замість Штайнера.

### Голлівуд
У 1929 році на Стайнера звернув свою увагу Голлівуд і запросив його для оркестровки кіноверсії бродвейського шоу імпресаріо Флоренза Зігфелда «Ріо Ріта» для кінокомпанії «RKO Pictures». Потім послідували ще кілька фільмів. Дебют Стайнера як кінокомпозитора відбувся у фільмі «Сімаррон» у 1931 році.
Справжній успіх прийшов до композитора після виходу на екрани в 1933 році фільму «Кінг-Конг». Музику до цього фільму він писав у співавторстві з починаючим композитором Бернгардом Кауном. Вперше в історії кіно вони наклали діалоги на музику, що значно посилило драматичний ефект фільму, і створили один з перших в історії кіно музичних сценаріїв.
У 1935 році Стайнер був двічі номінований на «Оскар» за фільм Джона Форда «Останній патруль» і «Веселе розлучення» режисера Марка Сендріча.
В наступному році Стайнер отримав свій перший «Оскар» за музику до фільму Форда «Інформатор» (1935). Цей «Оскар», проте, він отримав як керівник музичного відділу кінокомпанії «RKO Pictures» (композитори до 1939 року на «Оскар» не номінувалися).
Потім було ще кілька фільмів-мюзиклів за участі зоряної пари Фреда Астера і Джинджер Роджерс, наприклад Циліндр (1935) і Роберта (1935).
У 1936 році Стайнер залишив кінокомпанію «RKO Pictures», ставши керівником музичного відділу кінокомпанії Девіда Селзніка «Selznick International Pictures». У 1937 році ще дві його роботи були номіновані на «Оскар»: «Сади Аллаха» (1936) та «Атака легкої кавалерії» (1936).
У квітні 1937 року він підписав довгостроковий контракт з кінокомпанією «Warner Bros.» і в тому ж році написав звук фанфар до фільму «Товариш», який згодом став знаменитим. Упродовж кількох десятків років він був візитною карткою кожного фільму компанії. Його музика до фільму «Життя Еміля Золя» (1937) знову стала номінантом на «Оскар» 1938 року.
У 1939 році на «Оскар» номінована його робота до фільму «Джезабель».
У 1939 році Селзнік «позичає» Стайнера у «Warner Bros.» для написання музики до фільму «Віднесені вітром». На весь сценарій у нього було лише три місяці часу. Одночасно з цим він працював над музикою ще до трьох фільмів «Warner Bros.»: «Ми не самотні», «Похмура перемога» («Перемогти темряву») і «Чотири жінки». Стайнер був номінований на «Оскар» 1940 року за обидва фільми: «Віднесені вітром» і «Похмура перемога», але програв музики до фільму «Чарівник країни Оз» композитора Герберта Стотхарта. Тим не менш, «Віднесені вітром» став за оцінкою Американського інституту кіномистецтва другим у списку «Краща музика в американських фільмах за 100 років».
Наступного разу Стайнер був номінований на «Оскар» в 1941 році за фільм «Лист», що став першим у низці спільних фільмів з легендарним американським режисером Вільямом Вайлером. У наступному році він знову був висунутий на «Оскар» за фільм «Сержант Йорк».

В 1943 році Стайнер отримав свій другий «Оскар» за фільм «Вперед, мандрівник», а у 1944 році номінований за фільм «Касабланка», що стала однією з найкращих його робіт. Свій третій і останній «Оскар» Стайнер отримав у 1945 році за фільм «З тих пір, як ви пішли» одночасно з черговою номінацією за фільм «Пригоди Марка Твена».
Але низка номінацій на цьому не закінчилася: 1946 рік — «Рапсодія в блакитних тонах», 1947 — «Ніч та день», 1948 — «Життя з батьком» та «Моя дика ірландська троянда», 1949 — «Джонні Белінда», 1950 — «За лісом», 1951 — «Вогонь і стріла», 1953 — «Диво Фатімської богоматері» та «Співак джазу», 1955 — «Повстання Кейна» та 1956 — «Бойовий клич».
У 1953 році Стайнер відкрив своє власне музичне видавництво.
У 1956 році він закінчив свою співпрацю з Вільямом Вайлером фільмом «Шукачі», визнаним найкращим вестерном всіх часів і народів.
У 1958 році Стайнер повернувся до «Warner Bros.», незважаючи на те, що його контракт закінчився ще в 1953 році і створив ще ряд робіт протягом декількох наступних років.
Останній великою композиторською роботою став фільм 1965 року «Двоє на гільйотині».
У 1963 році Стайнер почав роботу над своєю автобіографією, яка ніколи не була опублікована.
Макс Стайнер помер у віці 83 років, 28 грудня 1971 року в Беверлі-Хіллз.

## Визнання
Макс Стайнер по праву вважається одним з найбільш продуктивних і успішних композиторів Голлівуду. Він був номінований на «Оскар» 18 разів — рекорд, який змогли побити тільки композитори Альфред Ньюман та Джон Вільямс. Крім того, він тричі був номінований на цю премію ще до її присудження композиторам. Він написав музику до 300 фільмів, більшість з яких вважається класичними творами і понад 1200 творів у цілому. Стайнер створював музику для всіх жанрів кіно: вестернів, мелодрам, драм, комедій, мюзиклів і кримінальних фільмів, а також серіалів, таких як «Меверік» (1957) та інших.
Стайнер став одним з перших композиторів, які писали музику для кіно, тому його часто згадують як «батька музики для фільмів». Поряд з такими композиторами як Франц Ваксман, Еріх Корнгольд, Альфред Ньюман і Міклош Рожа Стайнер займає чільне місце у створенні традиції кіномузики.
У списку 25 найкращих саундтреків за 100 років його музика до фільмів «Кінг-Конг» (1933) і «Віднесені вітром» займають 13-те та 2-ге місця відповідно. Крім Стайнера у цьому списку двічі згадані Бернард Геррманн, Елмер Бернстайн та Джеррі Голдсміт. Тільки Джон Вільямс зміг побити цей рекорд (3 рази).

### Премія «Оскар» за кращу музику до фільму
- 1936: «Інформатор»
- 1943: «Вперед, мандрівник»
- 1945 «З тих пір, як ви пішли» та 18 номінацій протягом 15 років.

### Премія «Золотий глобус» за кращу музику до фільму
- 1947: Життя з батьком

### Премія «Laurel Awards»
- 1958: «Golden Laurel» в категорії «Кращий композитор» за «Marjorie Morningstar»
- 1960: «Golden Laurel» в категорії «Краща музика до фільму» за «Місце під сонцем»
- 1961: 2 місце в «Golden Laurel» в категорії «Кращий мюзикл» за «Тьма нагорі сходів»
- 1962: 3 місце в «Golden Laurel»
- 1963: 3 місце в «Golden Laurel»

Він удостоєний зірки 1551 на Голлівудській алеї слави.
У 1995 році він був уведений до національного Залу слави композиторів.

## Цікаві факти
М.Стайнер був улюбленим композитором Бетт Дейвіс.
Засноване ним «Товариство Макса Стайнера» присуджує почесне членство за особливо вдалу музичну інтерпретацію творів Стайнера.
У 2003 році фотографія Макса Стайнера з'явилася на одній з американських поштових марок.

## Вибрана фільмографія
- 1931: Сімаррон / Cimarron
- 1933: Кінг-Конг / King Kong
- 1933: Син Конга / Son of Kong
- 1933: Маленькі жінки / Little Women
- 1933: Політ в Ріо / Flying Down to Rio
- 1934: Втрачений патруль / The Lost Patrol
- 1934: Тягар пристрастей людських / Of Human Bondage
- 1934: Веселе розлучення / The Gay Divorcee
- 1935: Роберта / Roberta
- 1935: Інформатор / The Informer
- 1935: Циліндр / Top Hat
- 1935: Три мушкетери / The Three Musketeers
- 1936: Маленький лорд Фаунтлерой /Little Lord Fauntleroy
- 1936: Сади Аллаха / The Garden of Allah
- 1936: Атака легкої кавалерії / The Charge of the Light Brigade
- 1937: Зірка народилась / A Star Is Born
- 1937: Життя Еміля Золя / The Life of Emile Zola
- 1937: Товариш / Tovarich
- 1938: Пригоди Тома Сойера / The Adventures of Tom Sawyer
- 1938: Єзавель / Jezebel
- 1938: Янголи з брудними обличчями/ Angels with Dirty Faces
- 1938: Ранковий патруль / The Dawn Patrol
- 1938: Дивовижний доктор Кліттерхаус / The Amazing Dr. Clitterhouse
- 1939: Додж-сіти / Dodge City
- 1939:Похмура перемога / Перемогти темряву / Dark Victory
- 1939: Ми не самотні / We are not alone
- 1939: Звіяні вітром / Gone with the Wind
- 1940: Лист / The Letter
- 1940: Дорога на Санта-Фе / Santa Fe Trail
- 1941: Пікіруючий бомбардувальник / Dive Bomber
- 1941: Сержант Йорк / Sergeant York
- 1941: Велика брехня / The Great Lie
- 1942: Касабланка / Casablanca
- 1942: Вперед, мандрівник / Now, Voyager
- 1942: В цьому наше життя / In This Our Life
- 1943: Місія в Москву / Mission to Moscow
- 1944: З тих пір як ви пішли / Since You Went Away
- 1944: Миш'як і старі мережива / Arsenic and Old Lace
- 1944: Пригоди Марка Твена / The Adventures of Mark Twain
- 1945: Сан-Антоніо / San Antonio
- 1945: Рапсодія в блакитних тонах / Rhapsody in Blue
- 1946: Вкрадене життя / A Stolen Life
- 1946: Глибокий сон / The Big Sleep
- 1946: Ніч та день / Night and Day
- 1947: Життя з батьком / Life with Father
- 1947: Моя дика ірландська троянда / My Wild Irish Rose
- 1948: Скарби Сьєрра-Мадре / The Treasure of the Sierra Madre
- 1948: Кі-Ларго / Key Largo
- 1948: Пригоди дона Жуана / Adventures Of Don Juan
- 1948: Джонні Белінда /Johnny Belinda
- 1949: За лісом / Beyond the Forest
- 1949: Біла горячка / White Heat
- 1950: Вогонь і стріла / The Flame and the Arrow
- 1952: Диво Фатімської Богоматері / The Miracle of Our Lady of Fatima
- 1953: Співак джазу / The Jazz Singer
- 1954: Повстання Кейна / The Caine Mutiny
- 1955: Бойовий клич / Battle Cry
- 1955: Беззаконня / Illegal
- 1956: Шукачі / The Searchers
- 1959: Літнє місце / A Summer Place (Theme U.S.#1 Hit Single)
- 1959: Джон Пол Джонс / John Paul Jones
- 1960: Темрява нагорі сходів / The Dark at the Top of the Stairs